# 랑힐 모빙켈
랑힐 릴레하겐 모빙켈(노르웨이어: Ragnhild Lillehagen Mowinckel, 1992년 9월 12일~)은 노르웨이의 전직 알파인 스키 선수이다. 올림픽에 3회 참가했으며 2018년 동계 올림픽에서 여자 활강과 대회전 종목 은메달을 획득했다. 또한 세계 선수권 대회에서 동메달 3개를 획득했다.

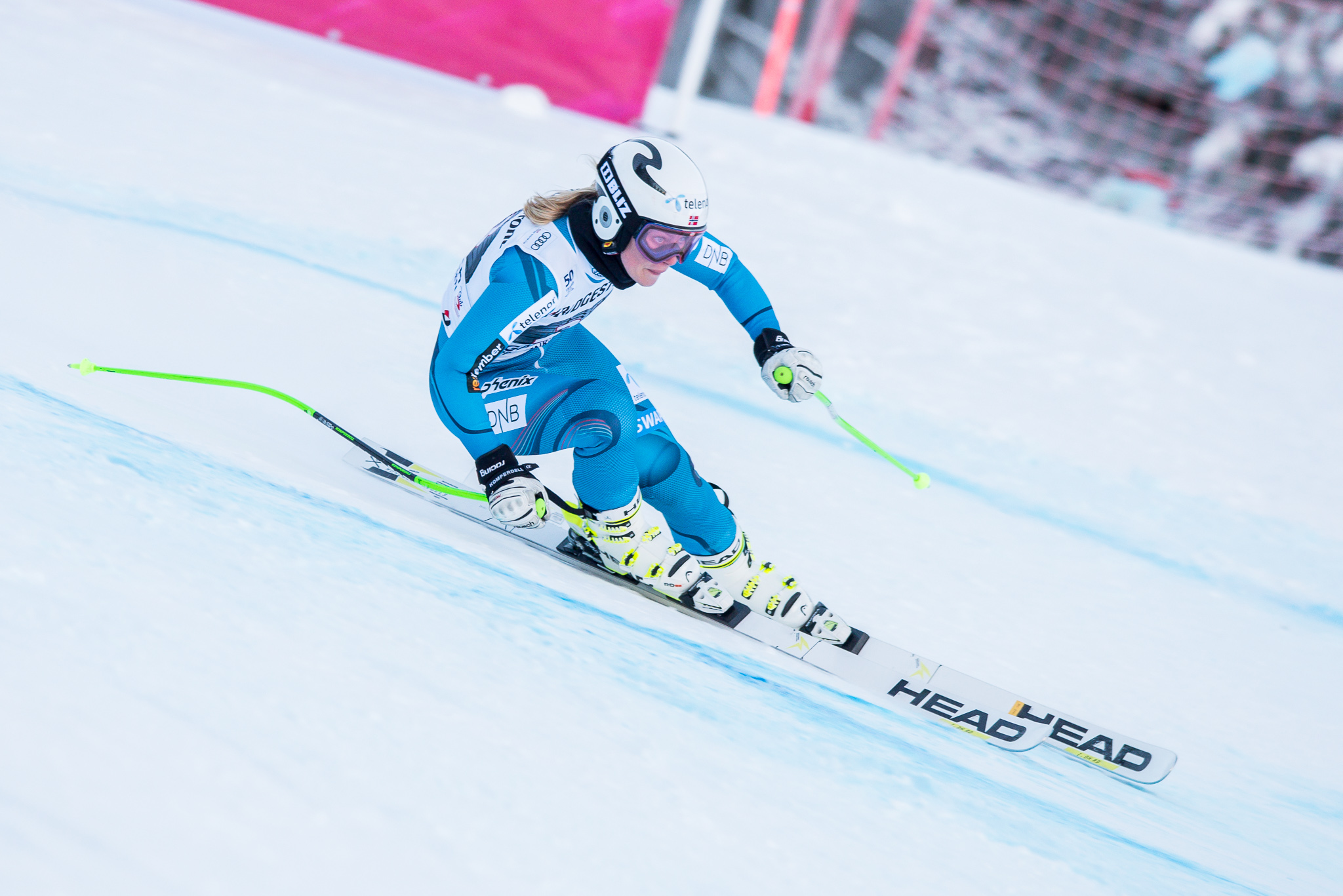
2017년 가르미슈파르텐키르헨 월드컵 당시의 모빙켈